# Stepanos Asoghik
Stepanos Asoghik (armensko Ստեփանոս Ասողիկ [Stepanos Asoghik]), znan tudi kot Stepanos Taronski (armensko Ստեփանոս Տարոնեցի [Stepanos Taroneci]) je bil armenski zgodovinar iz 11. stoletja. Datuma njegovega rojstva in smrti nista znana. O njem je znano samo to, da je prišel iz  Tarona (zgodovinska Armenija) in dobil vzdevek Asoghik – kantor ali pripovedovalec zgodb. 
Napisal je Zgodovino sveta v treh knjigah. V prvih dveh opisuje zgodovino sveta s poudarkom na Armeniji. Glavni viri podatkov za njegovo pisanje so bili Sveto pismo, Evzebij Cezarejski in Mojzes Horenski.  V tretji knjigi v precej nepovezani obliki opisuje zgodovino zadnjega stoletja.

## Vir
- Robert Thomson. Armenian People from Ancient to Modern Times. Palgrave Macmillan paperback edition, 2004, 1. del, str. 235.

## Pomembne knjižne izdaje
- Степанос Таронеци-Асохик (Asoghik, Stepanos T., 10th - 11th c.). Всеобщая история Степаноса Таронского - Асохика по прoзванию, писателя ХІ столетия. Prevod iz armenščine in pojasnila N. Jeminjim. Moskva, Tipografija Lazarevskogo instituta vostočnih jezikov, 1864. ХVІІІ.
- Asoghik (Stepanos de Taron).  L'histoire universelle, Pariz, 1859. Nemški prevod,  Leipzig, 1907.
- Stepanos, Tarōnetsi (Stepanos Asoghik Taronetsi, 10th-11th c.). Tiezerakan patmutyun, Erevan, 2000.